# Rodrigo Novaes
Rodrigo Cavalcanti Novaes (Recife, 1 de agosto de 1980), é um advogado e político brasileiro. Foi deputado estadual de Pernambuco pelo PSB.

## Biografia
Rodrigo Novaes é filho do ex-deputado estadual Vital Novaes, por seis vezes eleito para o cargo. 
Com afiliações no município sertanejo de Floresta, concorreu ao cargo de deputado estadual pela primeira vez em 2006, não sendo eleito. Em 2008, foi candidato a vice-prefeito de Floresta na chapa encabeçada por Rorró Maniçoba, sendo eleito. Em 2010, candidatou-se novamente a deputado estadual obtendo 27.328 votos, sendo eleito pela primeira vez para a Assembléia Legislativa de Pernambuco. Em 2014, foi reeleito, conseguindo mais que dobrar sua votação anterior, com 64.456 votos. Em 2018, foi eleito pela terceira vez, com 65.869 votos, e entrou em licença do mandato ao ser nomeado Secretário de Turismo e Lazer de Pernambuco, na segunda gestão do  Governador Paulo Câmara (2019-2022). Em 2022, foi reeleito com 85.107 votos.
Em 2023, foi eleito para o cargo de conselheiro do Tribunal de Contas do Estado de Pernambuco (TCE-PE). Novaes teve 30 votos favoráveis na ALEPE e ocupou a vaga de Teresa Duere - que se aposentou. Deixando a cadeira na ALEPE para o suplente Diogo Moraes.